# Plac Jedności Słowiańskiej w Olsztynie
Plac Jedności Słowiańskiej w Olsztynie – zabytkowy plac położony w Śródmieściu Olsztyna. Rozciąga się od ulic 11 Listopada, Nowowiejskiego i Skłodowskiej-Curie po ulicę Pieniężnego.
Nazwę plac zawdzięcza ruchowi jedności wszystkich Słowian i Panslawizmu.

## Historia placu

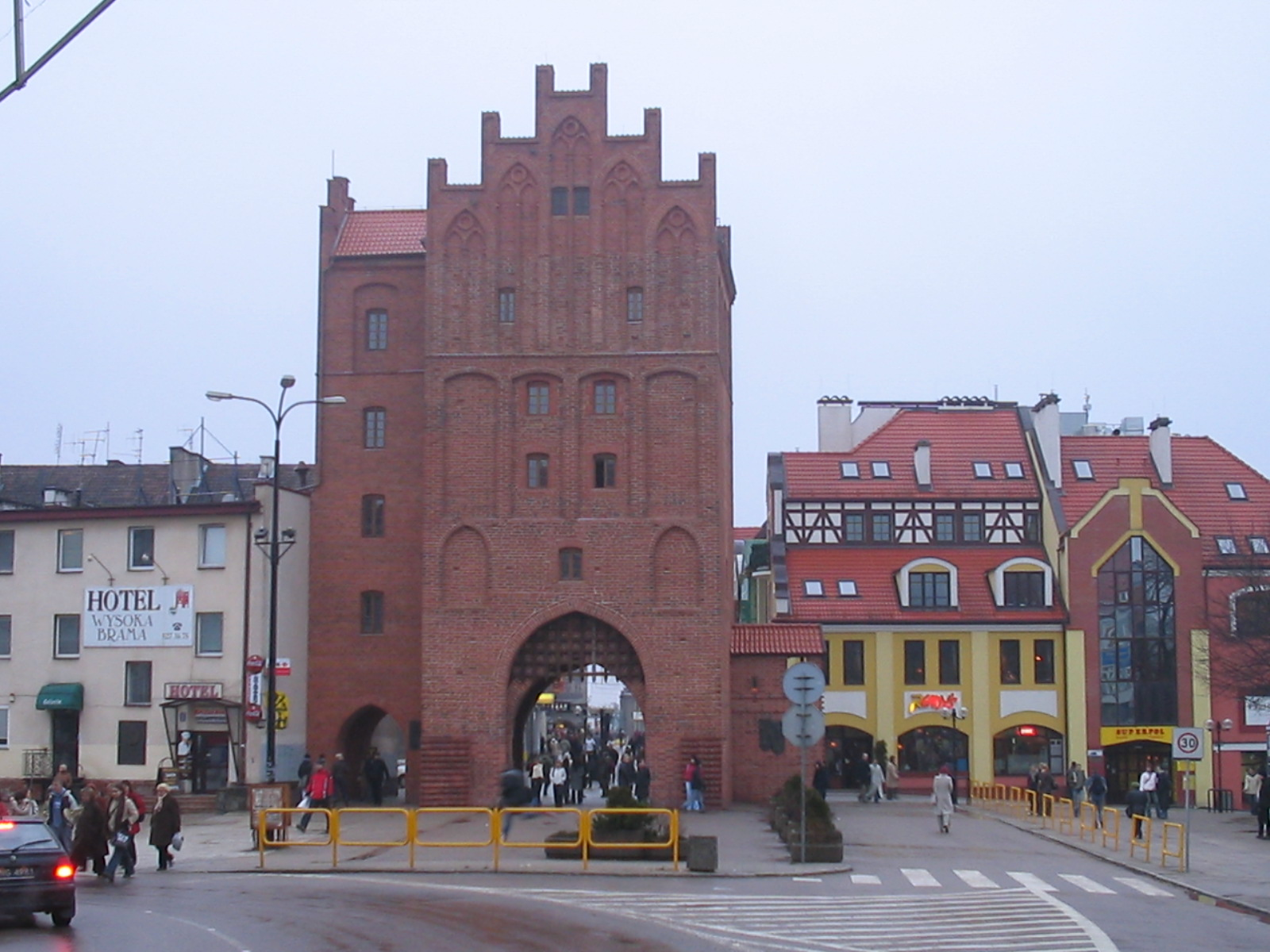
Wysoka Brama

Na północ placu znajduje się, zbudowana w latach XIV wieku, Wysoka Brama (Brama Górna).

Za czasów Prus Wschodnich (w latach 1918–1945) plac Jedności Słowiańskiej nazywał się Belianplatz (plac Beliana – Oskar Belian, dawny burmistrz Olsztyna w latach 1877–1908). Na północy placu nazywano ulicę łączącą plac z ulicą 11 Listopada Schul-Straße (ulica Szkolna), również po II wojnie światowej nazywano tę ulicę, ulicą Szkolna. Na południe placu nazywano ulicę łączącą plac z ulicami Pieniężnego i 22 Stycznia, Schmiede-Straße (ulica Kowalska).
Na terenie dzisiejszego placu, w roku 1841 zasypano część dawnej fosy miejskiej, która wówczas otaczała olsztyńskie Stare Miasto. W czasie III Rzeszy postawiono wówczas pomnik ku czci Hermanna Schultze-Delitzscha (1808–1886), niemieckiego działacza spółdzielczego. Plac po zakończeniu II wojny światowej nazywał się placem Kilińskiego, lecz po krótkim okresie nadano placu nazwę 'plac Jedności Słowiańskiej'. W roku 1946 pozbyto się tablicy na pomniku, która była w języku niemieckim oraz jego podobiznę i przerobiono go na pomnik czci bohaterów, którzy walczyli o wolność Warmii i Mazur. Na tablicy pomnika znajdowała się tablica z napisem Bohaterom którzy zginęli na polu walki za Warmię i Mazury, Wzdziędczni Rodacy, 1946 rok. Pomnik potocznie znany był jako iglica oraz pomnik bojowników. Pomnik rozebrano, ponieważ w olsztyńskim zamku odsłonięto tablicę ku czci bohaterów. Przy placu znajdowała się również fontanna z żabami, którą również zlikwidowano. Na miejscu pomnika ustawiono rzeźby kobiet oraz popiersie Michała Lengowskiego, które stoją na miejscu iglicy do dziś.
W 2003 r. dom stojący w narożnika placu i ulicy Pieniężnego został zburzony. Obecnie znajduje się tam parking strzeżony.

## Obiekty
- Wysoka Brama – zwana także Bramą Górną
- informacja turystyczna oraz oddział warmińsko-mazurskiego PTTK (przy placu, właściwie należy do ul. Staromiejskiej)

## Dane placu
Plac jest w kształcie podłużnego prostokąta. Plac ma główną drogę jednokierunkowa przebiegającą przez plac, łącząc ulicę 11 Listopada z ulicą Pieniężnego i ulicą 22 Stycznia.
Po stronie zachodniej znajduje się skwer z popiersiem Michała Lengowskiego wykonanym przez Huberta Maciejczyka.